# Rulin Waishi
Rulin Waishi (儒林外史S, Rúlín WàishǐP), noto anche come Storia non ufficiale del mondo dei letterati o Storia non ufficiale della foresta dei letterati, è un romanzo cinese di Wu Jingzi, completato nel 1750 durante la dinastia Qing.
Ambientato nell'epoca Ming, il romanzo descrive e spesso satirizza la classe dei burocrati cinesi servendosi della lingua parlata. Il primo e l'ultimo capitolo ritraggono i ritirati, ma molte delle storie vagamente correlate costituenti la maggior parte del romanzo sono moralistiche e satiriche: da un lato elevano il comportamento esemplare confuciano, ma dall'altro ridicolizzano i letterati troppo ambiziosi e criticano il sistema di reclutamento dei funzionari.
Promuovendo atteggiamenti naturali sulla fede nel soprannaturale, l'autore rifiuta la fiducia popolare nella giustizia: i personaggi malvagi del romanzo non subiscono nessuna pena. I personaggi sono intellettuali, forse basati su amici e contemporanei dell'autore. Wu inoltre raffigura le donne simpateticamente: il protagonista Du tratta sua moglie come una compagna anziché come una sottoposta. Sebbene sia un romanzo satirico, un fatto rilevante è il tentativo di Du di rinnovare il tempio ancestrale della sua famiglia, suggerendo che l'autore condividesse con Du l'importanza del confucianesimo.

## Analisi

### Struttura
I critici cinesi hanno tradizionalmente visto nel Rulin Waishi una struttura blanda. Il famoso autore Lu Xun scrisse che "il romanzo non ha nessun elemento di correlazione centrale" e sembra piuttosto "un insieme di brevi storie". Hu Shi riprese la stessa opinione, asserendo che il romanzo "non presenta una base strutturale generale". Questa opinione venne portata avanti dagli studiosi occidentali. James R. Hightower considerò l'opera "senza forma né trama". Tuttavia, studi più recenti di Zbigniew Slupski rivelano l'organizzazione del romanzo in tre livelli. Il primo è il livello aneddotico, nel quale l'opera può essere suddivisa in varie "unità" incentrate intorno a un fatto o evento comico. Il secondo livello è quello biografico, in cui l'autore elabora una sfaccettata panoramica dei principali personaggi dell'opera. Un esempio è il ritratto di Zhou Jin, l'anziano candidato agli esami. Il livello finale è quello autobiografico, l'atteggiamento dell'autore verso gli eventi del racconto. Questo è rilevato dai titoli dei capitoli e occasionalmente da intermezzi narrativi.

### Capitolo 37
Il capitolo 37 del romanzo descrive molto dettagliatamente una cerimonia confuciana in onore d'un antico saggio di tale filosofia, Wu Taibo. Sia critici moderni che Qing hanno notato come questo capitolo costituisca "il punto più elevato" e l'"apice strutturale" del romanzo. Shang Wei suppose che il capitolo indicasse il bisogno da parte dell'autore di seguire i rituali confuciani e allo stesso tempo di criticarli.

## Edizioni
La più antica edizione esistente del romanzo è la Wo Xian Caotang del 1803, comunemente riportata come edizione "Wo". Questa venne seguita nel 1816 dalle edizioni Qingjiang Pu Zhu Li Ge ("Qing") e dall'Yi Gu Tang ("Yi"), essenzialmente copie dell'edizione Wo. L'edizione Suzhou Fan Shi Chao ("Chao") era un'interpretazione personale d'un funzionario Qing. Mentre questa edizione era piuttosto rara, la successiva, chiamata Suzhou Qun Yu Ji ("Su"), era alquanto comune, e circolavano molte sue versioni. L'edizione Shen Bao Guan ("primo Shen") corresse gli errori dell'edizione precedente, e la seconda edizione Shen Bao Guan ("secondo Shen") portava ulteriori correzioni.
Oltre ad aver apportato altri miglioramenti, l'edizione di Ji ridusse notevolmente il testo, per esempio cancellando i titoli dei personaggi. L'edizione Zeng Bu Ji Sheng Tang ("Zeng Bu Ji") aggiunse altri quattro capitoli al romanzo. L'edizione di Shāngwù Yìnshūguǎn era organizzata in base all'edizione del secondo Shen, e apportò ulteriori correzioni al testo. L'edizione Yadong venne pubblicata per la prima volta nel 1948. Questa versione influenzò grandemente le edizioni moderne.

## Traduzioni
- The Scholars (tr. Yang Hsien-yi e Gladys Yang). ISBN 0-231-08153-7.
- Wu Ching-Tzu. "The Scholars." tr. Yang Hsein-yi, Gladys Yang. Foreign Language Press, Pechino: 2004. ISBN 7-119-01213-4.